# Вязкоупругая жидкость
Вязкоупругая жидкость — жидкость, проявляющая упругие свойства, свойственные твёрдым телам и свойства необратимого течения, характерные для жидкостей. Реологическое уравнение вязкоупругих жидкостей имеет два параметра: один описывает вязкое течение, другой - упругие свойства: {\displaystyle \tau _{ef}=\mu _{ef}{\dot {\lambda }}_{y}-({\frac {\mu _{ef}}{G}})\tau _{y}}, где {\displaystyle \tau _{ef}} - напряжение вязкого течения, {\displaystyle G} - модуль сдвига, {\displaystyle \tau _{y}} - напряжение упругой деформации (по закону Гука {\displaystyle \tau _{y}=G{\dot {\lambda }}_{y})}, {\displaystyle {\dot {\lambda }}_{y}} - скорость упругой деформации. Отношение {\displaystyle {\frac {\mu _{ef}}{G}}} имеет размерность времени и называется временем релаксации